# Víctor Ramón Rosa Neto
Víctor Ramón Rosa Neto (São Paulo, Brasil, 14 de enero de 2000), conocido popularmente como Víctor Ramón es un futbolista brasileño. Juega de defensa y su equipo es el Deportes La Serena de la Primera B de Chile.

## Trayectoria
Víctor Ramón tuvo su debut profesional el 10 de noviembre de 2020, siendo titular en el duelo entre Guarani y Cruzeiro por la Série B. Disputó su último encuentro con la camiseta de Guarani, el 20 de enero de 2021, jugando solo siete minutos en la derrota 2-1 contra Vitória.
En septiembre del 2021, viajó hasta Chile para unirse a las filas de Deportes La Serena.

## Estadísticas
| Club                       | Div.       | Temporada  | Liga  | Liga  | Copas nacionales | Copas nacionales | Torneos internacionales | Torneos internacionales | Total | Total |
| Club                       | Div.       | Temporada  | Part. | Goles | Part.            | Goles            | Part.                   | Goles                   | Part. | Goles |
| -------------------------- | ---------- | ---------- | ----- | ----- | ---------------- | ---------------- | ----------------------- | ----------------------- | ----- | ----- |
| Guarani · Brasil           | 2.ª        | 2020       | 4     | 1     | 1                | 0                | —                       | —                       | 4     | 1     |
| Guarani · Brasil           | Total club | Total club | 4     | 1     | 1                | 0                | 0                       | 0                       | 5     | 1     |
| Deportes La Serena · Chile | 1.ª        | 2021       | 9     | 0     | —                | —                | —                       | —                       | 9     | 0     |
| Deportes La Serena · Chile | 1.ª        | 2022       | 9     | 0     | —                | —                | —                       | —                       | 9     | 0     |
| Deportes La Serena · Chile | Total club | Total club | 18    | 0     | 0                | 0                | 0                       | 0                       | 18    | 0     |
| Total club                 | Total club | Total club | 22    | 1     | 1                | 0                | 0                       | 0                       | 23    | 1     |
| 1. 2.                      |            |            |       |       |                  |                  |                         |                         |       |       |